# Freedom for the Thought That We Hate
Freedom for the Thought That We Hate: A Biography of the First Amendment é um livro de não-ficção de 2007 do jornalista Anthony Lewis sobre liberdade de expressão, liberdade de imprensa, liberdade de pensamento e a Primeira Emenda da Constituição dos Estados Unidos. O livro começa citando a primeira emenda, que proíbe o congresso norte-americano de criar uma legislação que limita a liberdade de expressão ou de imprensa. Lewis traça a evolução das liberdades civis nos EUA através de eventos históricos importantes. Ele fornece uma visão geral da importante jurisprudência sobre liberdade de expressão, incluindo opiniões da Suprema Corte do país em Schenck vs. United States (1919), Whitney vs. California (1927), United States vs. Schwimmer (1929), New York Times Co vs. Sullivan (1964), e New York Times Co vs. United States (1971).
O título do livro é extraído da opinião divergente do jurista da Suprema Corte, Oliver Wendell Holmes Jr., em United States v. Schwimmer. Holmes escreveu que "se há algum princípio da Constituição que mais, imperativamente, exige apego do que qualquer outro, é o princípio do pensamento livre — não o pensamento livre para aqueles que concordam conosco, mas a liberdade para o pensamento que odiamos". Lewis adverte o leitor contra o potencial do governo de tirar vantagem de períodos de medo e agitação em uma sociedade no período pós ataques de 11 de setembro para suprimir a liberdade de expressão e as críticas dos cidadãos.
O livro foi recebido positivamente pelos revisores de texto, entre eles Jeffrey Rosen do jornal The New York Times; Richard H. Fallon Jr. na Harvard Magazine; Nat Hentoff, dois membros da National Book Critics Circle e Kirkus Reviews. Jeremy Waldron comentou sobre o trabalho para a revista The New York Review of Books, e criticou a postura de Lewis sobre a liberdade de expressão quanto ao discurso de ódio. Waldron elaborou essa crítica em seu livro The Harm in Hate Speech (2012), no qual dedicou um capítulo ao livro de Lewis. Isso levou a uma análise crítica de ambos os trabalhos na The New York Review of Books em junho de 2012 pelo ex-juiz da Suprema Corte John Paul Stevens.

## Conteúdo

A Primeira Emenda à Constituição dos Estados Unidos faz parte da declaração de direitos do país

Freedom for the Thought That We Hate analisa o valor da liberdade de expressão e apresenta uma visão geral do desenvolvimento histórico dos direitos garantidos pela Primeira Emenda à Constituição dos Estados Unidos. Sua nomenclatura é resultado da crítica apresentada por Justice Holmes, ao divergir em United States v. Schwimmer (1929) que as garantias da Primeira Emenda são mais dignas de proteção em tempos de medo e agitação, quando os apelos para a supressão da dissidência são mais estridentes e superficialmente atraentes. Holmes escreveu que "se há algum princípio da Constituição que mais imperativamente exige apego do que qualquer outro, é o princípio do pensamento livre — não o pensamento livre para aqueles que concordam conosco, mas a liberdade para o pensamento que odiamos".
O livro começa citando a Primeira Emenda, que proíbe o Congresso dos EUA de criar legislação que limita a liberdade de expressão ou de imprensa. O autor analisa o impacto dessa cláusula e se refere ao escritor da Constituição dos Estados Unidos, James Madison, que acreditava que a liberdade de imprensa serviria como uma forma de separação de poderes ao governo. Lewis escreve que um amplo respeito pela liberdade de expressão informa ao leitor por que os cidadãos devem se opor às tentativas governamentais de impedir a mídia de relatar as causas de uma guerra controversa. Lewis adverte que, em um Estado em que opiniões controversas não podem ser expressas, cidadãos e repórteres servem apenas como defensores do próprio estado. Ele relata os principais eventos históricos em que o medo levou a atos exagerados do governo, principalmente do poder executivo. O autor fornece informações sobre o processo de um século pelo qual o sistema judicial dos EUA começou a defender editores e escritores das tentativas de supressão do discurso pelo governo.

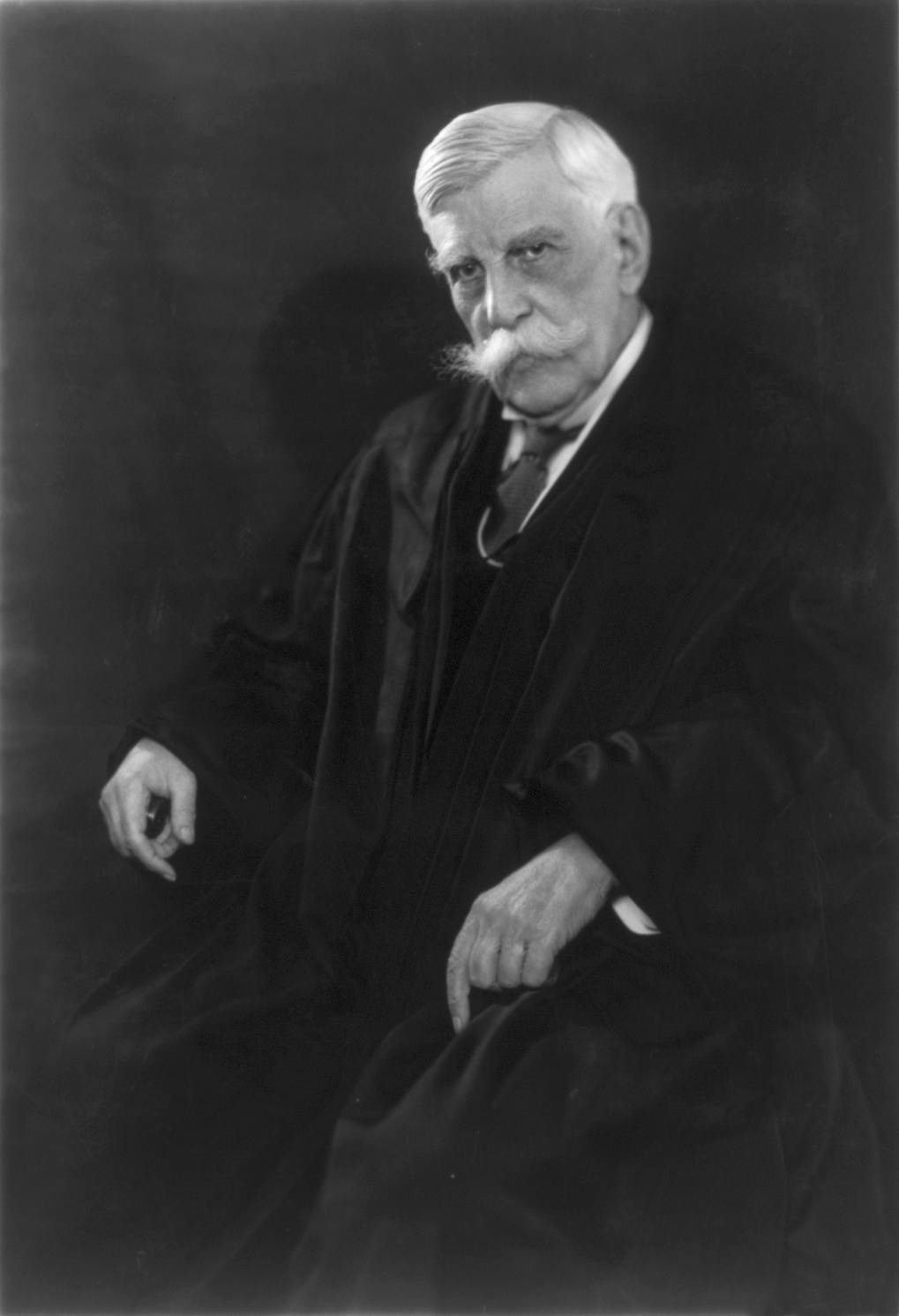
O título do livro Freedom for the Thought That We Hate é resultado de uma divergência de Oliver Wendell Holmes Jr. em United States v. Schwimmer (1929).

Em 1798, o governo federal, no comando do presidente John Adams, aprovou as leis de alienação e sedição, que consideravam "qualquer escrita ou escrita falsa, escandalosa e maliciosa contra o governo dos Estados Unidos" um ato criminoso. As leis de alienação e sedição foram usadas para impacto político contra membros do Partido Republicano, a fim de puni-los por criticar o governo. Thomas Jefferson, um democrata-republicano, foi eleito o próximo presidente em 1800; Lewis cita isso como um exemplo da insatisfação do público americano com as ações de Adams contra a liberdade de expressão. Depois de assumir o cargo em 1801, Jefferson emitiu indultos aos condenados sob as leis de alienação e sedição. Lewis interpreta eventos históricos posteriores como afrontas à liberdade de expressão, incluindo a Ato de Sedição de 1918, que efetivamente proibiu as críticas à conduta do governo na Primeira Guerra Mundial; além de McCarran Internal Security Act e Smith Act, que foram usados para aprisionar comunistas americanos que criticavam o governo durante a era McCarthy.
Durante a Primeira Guerra Mundial, com o crescente medo entre o público americano e tentativas de repressão de críticas por parte do governo, a Primeira Emenda foi examinada mais amplamente na Suprema Corte dos EUA. Lewis escreve que os juízes associados da Suprema Corte, Louis Brandeis e Oliver Wendell Holmes Jr. começaram a interpretar um apoio mais amplo à liberdade de expressão conferida pela Primeira Emenda. Holmes escreveu no caso Schenck vs. United States que a liberdade de expressão deve ser defendida, exceto para situações em que "males substantivos" são causados por um "perigo claro e presente" decorrente de tal discurso. O autor reflete sobre sua visão do discurso diante do perigo iminente em uma era de terrorismo. Ele escreve que a Constituição dos EUA permite a supressão do discurso em situações de violência iminente e adverte o uso da lei para suprimir atos expressivos, incluindo queimar uma bandeira ou usar gírias ofensivas. Lewis afirma que medidas punitivas podem ser tomadas contra o discurso que incita o terrorismo a um grupo de pessoas dispostas a cometer tais atos.

O livro relata uma opinião escrita por Brandeis e acompanhada por Holmes no caso de 1927 de Whitney v. Califórnia, que desenvolveu ainda mais a noção do poder do povo de falar. Brandeis e Holmes enfatizaram o valor da liberdade e identificaram o fator mais perigoso para a liberdade como uma sociedade apática e avessa a expressar suas opiniões em público.

Sempre haverá autoridades que tentam tornar suas próprias vidas mais confortáveis, suprimindo comentários críticos. (...) Mas estou convencido de que o compromisso fundamental americano com a liberdade de expressão, a fala perturbadora, não está mais em dúvida.

 —Anthony Lewis, introdução,
Freedom for the Thought That We Hate.
No episódio da Suprema Corte de 1964 de New York Times Co. vs. Sullivan, o tribunal decidiu que o discurso sobre questões de impacto público deve ser irrestrito, vigoroso e público, mesmo que tal discussão comunique críticas extremamente negativas aos servidores públicos e membros do governo. Lewis elogia esta decisão e escreve que ela lançou as bases para uma imprensa livre mais capaz de realizar jornalismo investigativo sobre controvérsias, entre elas sobre o caso Watergate e a Guerra do Vietnã. Ele cita a decisão do New York Times Co. v. Sullivan como um exemplo de filosofia "Madisoniana" para a liberdade de expressão defendida por James Madison. O autor verificou o episódio de 1971 da Suprema Corte dos EUA, intitulado New York Times Co. vs. United States, e endossa a decisão do tribunal, que permitiu à imprensa publicar material classificado relacionado à Guerra do Vietnã.
O autor questiona as ações da mídia no que diz respeito à privacidade. Ele observa que as expectativas do público em relação à moralidade e ao que constitui uma violação inadmissível do direito à privacidade, mudaram ao longo do tempo. Lewis cita a opinião divergente de Brandeis, apoiando o direito à privacidade, em Olmstead vs. United States.
Lewis adverte que, durante períodos de maior ansiedade, os direitos de liberdade de expressão dos americanos correm maior risco: "sempre haverá autoridades que tentarão tornar suas próprias vidas mais confortáveis suprimindo comentários críticos". Ele conclui que a evolução da interpretação dos direitos garantidos pela Primeira Emenda criou um apoio mais forte à liberdade de expressão.

## Temática
A temática central do livro é um alerta de que, em tempos de conflito e medo crescente, existe o perigo de repressão e supressão de divergências por parte daqueles no governo que buscam limitar a liberdade de expressão. Em entrevista ao autor, Deborah Solomon, da revista The New York Times Magazine, escreveu que a política americana frequentemente usa o medo para justificar a repressão. Lewis apontou para Solomon que, sob as leis de espionagem de 1917 e da sedição de 1918, indivíduos que protestaram contra o envio de soldados para a Rússia pelo presidente Woodrow Wilson foram julgados e condenados a vinte anos de prisão. O autor explicou que sua motivação para escrever o livro foi reconhecer as liberdades civis sem paralelo nos EUA, incluindo a liberdade de expressão e a liberdade de imprensa. Ele identificou reduções nas liberdades dos cidadãos como resultado de ações governamentais tomadas após os ataques de 11 de setembro.
Freedom for the Thought That We Hate discute a capacidade e liberdade dos cidadãos para criticar seu governo. Lewis afirma que os EUA têm o discurso mais incondicional de qualquer nação. O professor de direito, Jeremy Waldron, deu o exemplo de sua capacidade de criticar o presidente ou chamar o vice-presidente e o Secretário da Defesa de criminosos de guerra, sem medo de represálias da aplicação da lei por tais declarações. O livro contrasta as liberdades de expressão atuais oferecidas aos americanos e aquelas possuídas pelos cidadãos nos séculos anteriores. O autor argumenta que o escopo das liberdades civis nos EUA aumentou ao longo do tempo, devido ao desejo de liberdade entre seu povo ser considerado um valor integral. Lewis observa que, na aplicação contemporânea da lei, os presidentes são objeto de sátira e denúncia, e enfatiza que é improvável que um crítico ferrenho encare uma sentença de prisão simplesmente por expressar tal crítica.

## Lançamento e repercussão

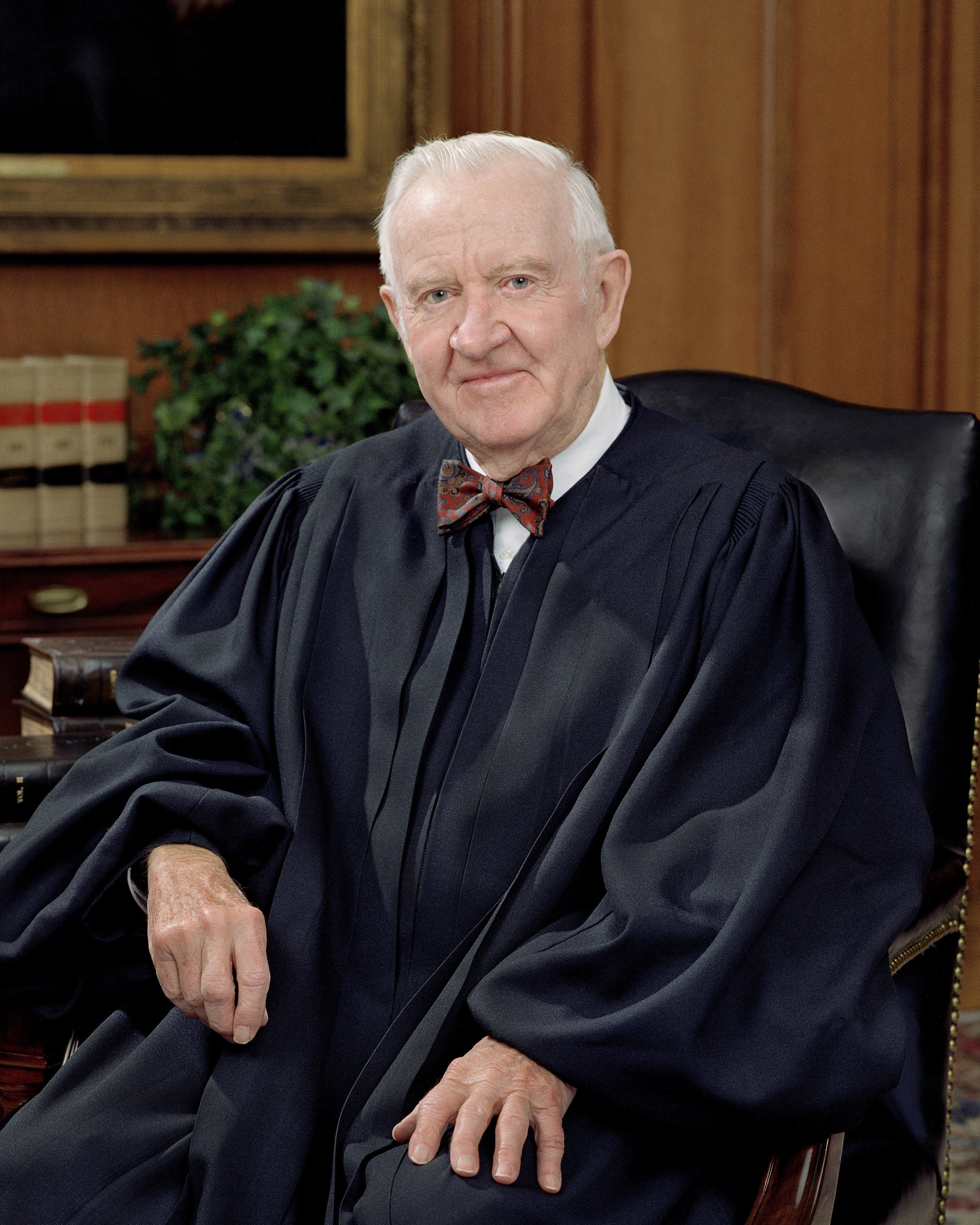
O ex-juiz da Suprema Corte dos EUA, John Paul Stevens, discutiu Freedom for the Thougth That We Hate em uma resenha para a revista The New York Review of Books.

Freedom for the Thought That We Hate foi publicado pela primeira vez em 2007 pela Basic Books em Nova Iorque, com o subtítulo A Biography of the First Amendment. Para a segunda impressão, em Nova Iorque e Londres, no ano de 2008, o subtítulo do livro foi simplificado para Tales of the First Amendment. Essa alteração foi revertida para as edições restantes, incluindo a edição de brochura em 2009 e uma edição de caracteres grandes em 2010. Versões em livro digital (e-book) foram lançadas para a primeira, terceira e quarta edições; um áudiolivro foi lançado com a segunda impressão e relançado com a quarta. O livro também foi traduzido para o chinês e foi publicado em Pequim em 2010.
O livro foi recebido positivamente pela crítica. Jeffrey Rosen, que revisou o livro para o jornal The New York Times, ficou surpreso com o afastamento do autor das visões tradicionais dos libertários civis. Rosen destacou que Lewis não apoiava a proteção absoluta dos jornalistas contra a quebra de confidencialidade com suas fontes anônimas, mesmo em situações envolvendo atos criminosos. Nat Hentoff chamou o livro de uma pesquisa cativante e acessível da Primeira Emenda. Kirkus Reviews considerou o livro um excelente relato cronológico da Primeira Emenda, legislação subsequente e jurisprudência.
Richard H. Fallon Jr. revisou o livro para a Harvard Magazine e caracterizou o livro Freedom for the Thought That We Hate como uma educação básica clara e cativante na legislação de liberdade de expressão dos EUA. Fallon elogiou a capacidade do autor de tecer descrições de eventos históricos em um relato divertido. Robyn Blumner, do St. Petersburg Times, escreveu que Lewis resumiu apropriadamente o desenvolvimento das proteções da liberdade de expressão e de imprensa da Constituição dos EUA. Ela observou que o livro apresentava com força a admiração do autor pelos bravos juízes que ajudaram a desenvolver a interpretação das proteções da Constituição dos Estados Unidos aos direitos de liberdade de expressão como a defesa contra a censura.
Escrevendo para The Hartford Courant, Bill Williams afirmou que o livro deveria ser leitura obrigatória para estudantes do ensino médio e universitários. Anne Phillips escreveu em sua resenha para The News-Gazette que o livro é uma descrição concisa e bem escrita dos conflitos que o país enfrenta ao lidar com as noções de liberdade de expressão, liberdade de expressão e liberdade de imprensa. Ao escrever para The Christian Science Monitor, Chuck Leddy observou que o autor ajuda os leitores a entender a importância da liberdade de expressão em uma democracia, especialmente durante um período de conflito militar, quando há crescente controvérsia sobre a adequação da dissidência e do diálogo aberto.
Jeremy Waldron revisou o livro para The New York Review of Books e criticou a ampla postura de Lewis em relação à liberdade de expressão em relação ao discurso de ódio. Waldron, mais tarde, elaborou essa posição em seu livro de 2012 intitulado The Harm in Hate Speech, no qual dedicou um capítulo inteiro ao livro de Lewis. Waldron enfatizou que o problema com uma visão expansiva da liberdade de expressão não é o dano de pensamentos de ódio, mas sim, o impacto negativo resultante da ampla publicação dos pensamentos. Ele questionou se filhos de grupos raciais criticados por discursos de ódio amplamente divulgados seriam capazes de ter sucesso em tal ambiente. O ex-juiz da Suprema Corte dos Estados Unidos. John Paul Stevens, analisou The Harm in Hate Speech e discutiu Freedom for the Thought That We Hate, em uma resenha para The New York Review of Books. O juiz Stevens relembrou o argumento de Lewis de que uma aceitação do discurso de ódio é necessária, porque as tentativas de regulá-lo causariam intrusão na expressão de pontos de vista controversos. Ele ressaltou que Lewis e Waldron concordaram que os americanos têm mais liberdade de expressão do que os cidadãos de qualquer outro país. Em sua revisão, Stevens citou a decisão de 2011 em Snyder vs. Phelps como prova de que a maioria da Suprema Corte dos EUA apoiou o direito do povo de expressar opiniões odiosas sobre assuntos de importância pública. Stevens concluiu que, embora Waldron não tenha conseguido convencê-lo de que os legisladores deveriam proibir todo discurso de ódio, The Harm in Hate Speech o convenceu de que os líderes do governo deveriam abster-se de usar tal linguagem.